# Luogeng Hua
Luogeng Hua ou Hua Lo-keng (chinês tradicional: 華羅庚, chinês simplificado: 华罗庚, pinyin: Huà Luógēng, Wade–Giles: Hua Lo-keng; 12 de novembro de 1910 – 12 de junho de 1985) foi um matemático e político chinês, célebre por suas importantes contribuições a Teoria dos Números e por seu papel como líder no desenvolvimento da pesquisa e educação em matemática na República Popular da China. Em 1982, foi eleito membro estrangeiro da Academia Nacional de Ciências dos Estados Unidos.  Ao longo de sua vida, produziu mais de 200 artigos e monografias, muitos dos quais se consagraram como obras clássicas.
Foi eleito membro do Comitê Permanente das primeiras seis sessões do Congresso Nacional do Povo, vice-presidente do Sexto Comitê Nacional da Conferência Consultiva Política do Povo Chinês (em abril de 1985) e vice-presidente da Liga Democrática da China (em 1979). Tornou-se membro do Partido Comunista Chinês em 1979.
Desde sua morte súbita ao apresentar uma palestra na Universidade de Tóquio, muitos programas do ensino secundário de matemática foram nomeados em sua homenagem. Seu livro sobre teoria aditiva de números primos influenciou muitos teoristas dos números na China, incluindo o renomado Jingrun Chen, que obteve o melhor resultado até agora para a difícil Conjectura de Goldbach. Hua também fez contribuições para o desenvolvimento do ensino superior na China. Ele foi o primeiro presidente do Departamento de Matemática e vice-presidente da Universidade de Ciência e Tecnologia da China (UCTC), um novo tipo de universidade chinesa estabelecida pela Academia Chinesa de Ciências em 1958, que visava promover investigadores qualificados necessários para o desenvolvimento econômico, defesa e educação em ciência e tecnologia.
O pai de Hua era um pequeno empresário. Hua conheceu um professor de matemática no ensino médio que reconheceu o seu talento precoce e incentivou-o a ler textos avançados. Hua adquiriu um tipo de paralisia em seus últimos anos de adolescência, devido a uma doença prolongada mal tratada durante a qual ele ficou na cama por um semestre. Seu primeiro resultado significativo tratava de um artigo escrito pelo Dr. Su Jiaju que afirmou ter uma solução de forma fechada radical dos quínticas. Hua estudou o artigo original de Niels Henrik Abel sobre a insolubilidade da equação de quinto grau e encontrou um erro de cálculo em uma matriz de 13 × 13 no artigo de Su. Hua então publicou sua réplica em um jornal de matemática influente na China, que foi notado por alguns professores da Universidade de Tsinghua, em especial Dr. Xiong Qinglai.
Hua não havia recebido uma educação universitária formal. Embora vários doutorados Honoris causa tenham sido concedidos a ele, nunca teve um grau formal de qualquer universidade. Na verdade, sua educação formal consistia apenas em seis anos de escola primária e três anos de ensino médio. Por essa razão, o Dr. Xiong Qinglai ficou espantado com a habilidade matemática de Hua e, em 1931, o convidou para estudar matemática na Universidade de Tsinghua.

## Publicações

### Livros
- Additive Theory of Prime Numbers (Translations of Mathematical Monographs : Vol 13). [S.l.]: Amer Mathematical Society. 1966. ISBN 0-8218-1563-6
- Introduction to Number Theory. [S.l.: s.n.] 1987. ISBN 354010818 Verifique |isbn= (ajuda)
- Hua, Lo-keng (1981). Starting with the Unit Circle: Background to Higher Analysis. Berlin: Springer-Verlag. ISBN 0-387-90589-8
- Loo-keng Hua: Selected Papers. [S.l.]: Springer Verlag. 1983. ISBN 0-387-90744-0
- Abschätzungen von Exponentialsummen und ihre Anwendung in der Zahlentheorie. Encyklopädie der mathematischen Wissenschaften, Teubner, 1959.